# Cyphon carus
Cyphon carus es una especie de coleóptero de la familia Scirtidae.

## Distribución geográfica
Habita en Malasia.